# Einbeinrudern

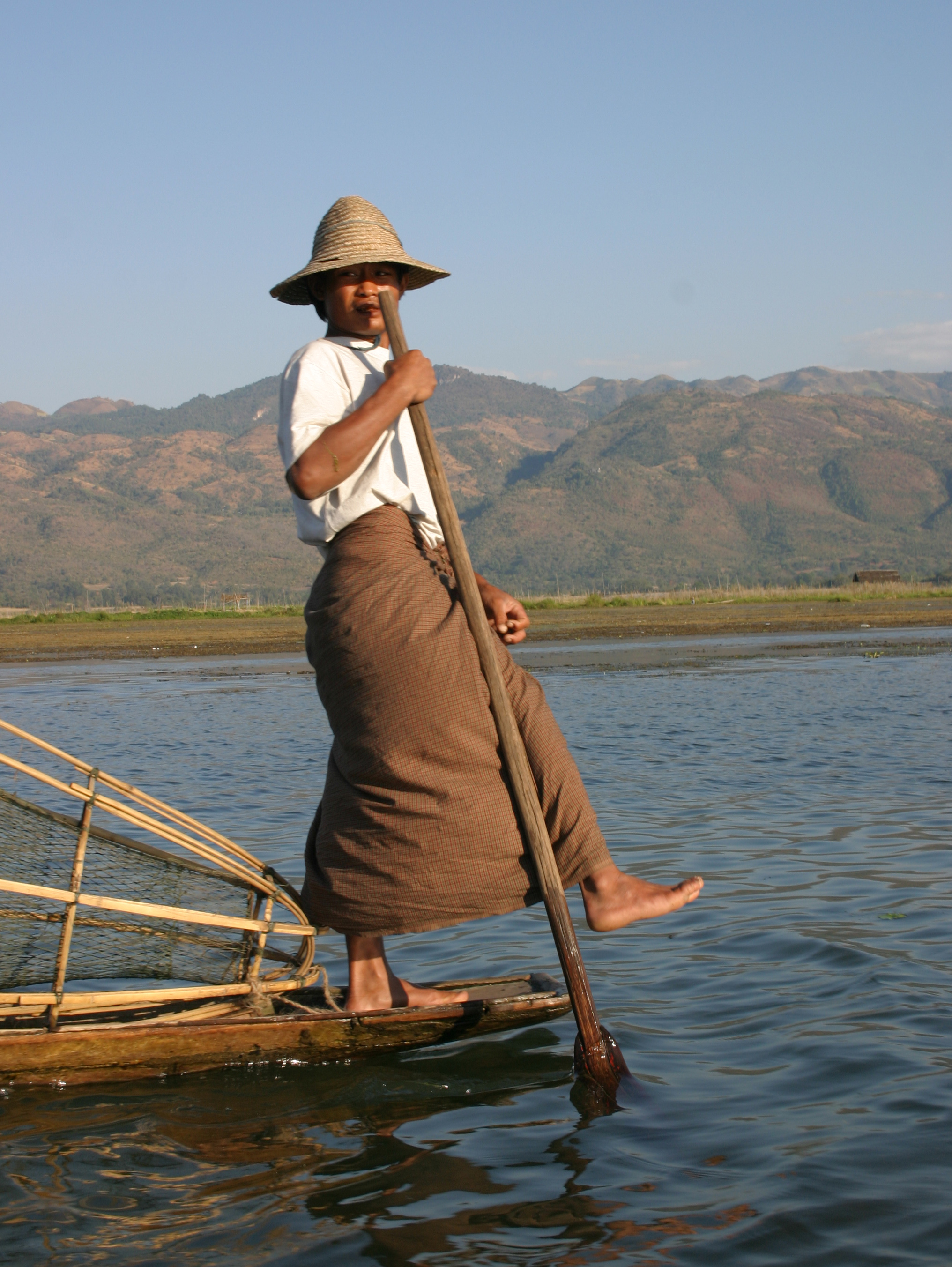
Einbeinruderer

Einbeinrudern ist eine endemische Fortbewegungsart auf dem Wasser des Inle-Sees in Myanmar.
Die Ruderer vom Volk der Intha stehen mit geradezu artistischem Geschick mit einem Bein auf der kleinen Plattform am Heck ihres Holzbootes. Mit dem anderen Bein umfassen und bewegen sie das Ruder. Damit haben sie mindestens eine Hand frei, mit der sie nützliche Tätigkeiten verrichten können. Das nutzen besonders die Fischer auf dem Inle-See.
Beim Phaung-Daw-U-Fest kommen Boote mit bis zu hundert Einbeinruderern zum Einsatz. Sie ziehen die Barke mit den Buddha-Statuen von einem Dorf zum nächsten und veranstalten am Schlusstag des Festes spannende Bootsrennen.

## Galerie

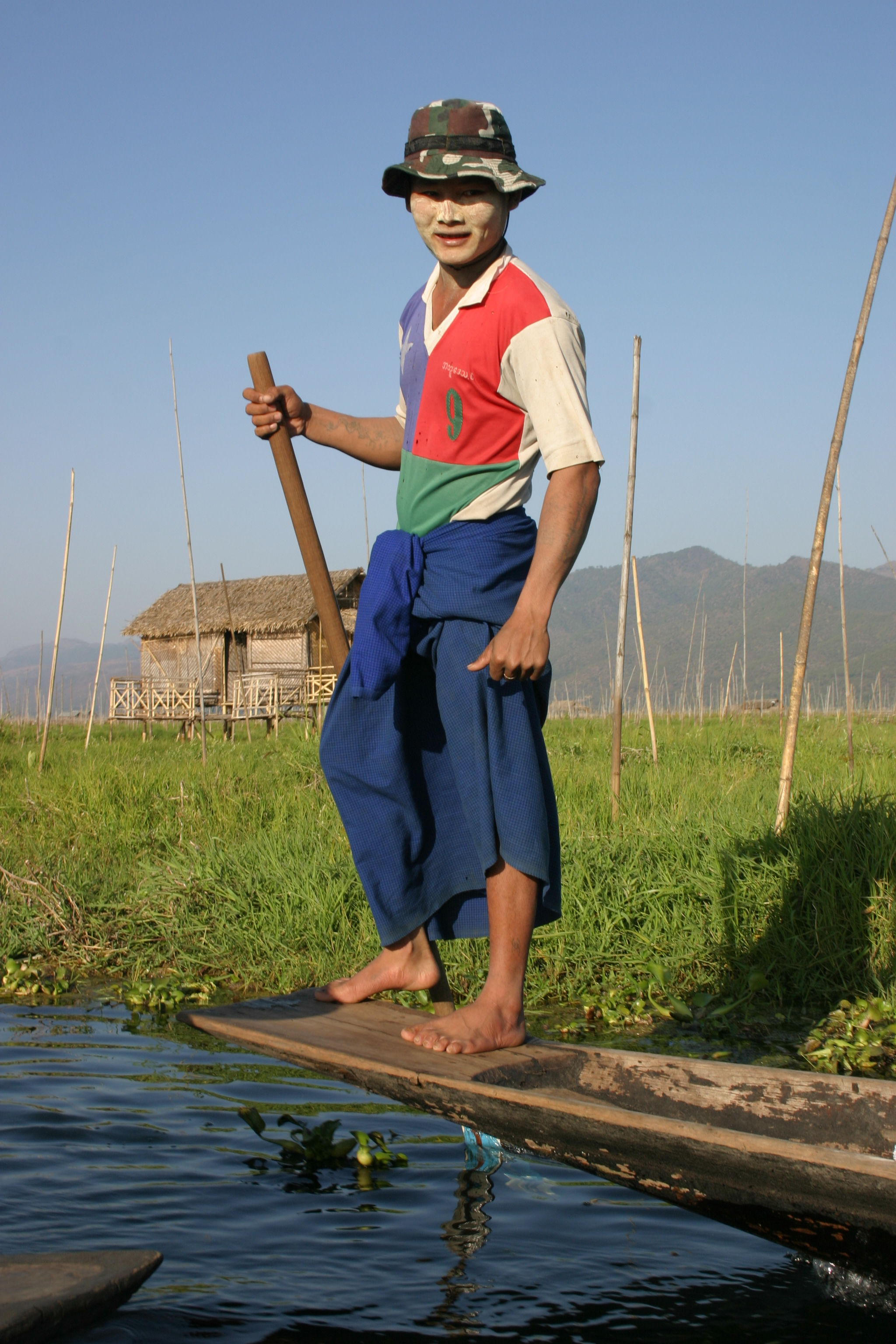
Ruderer
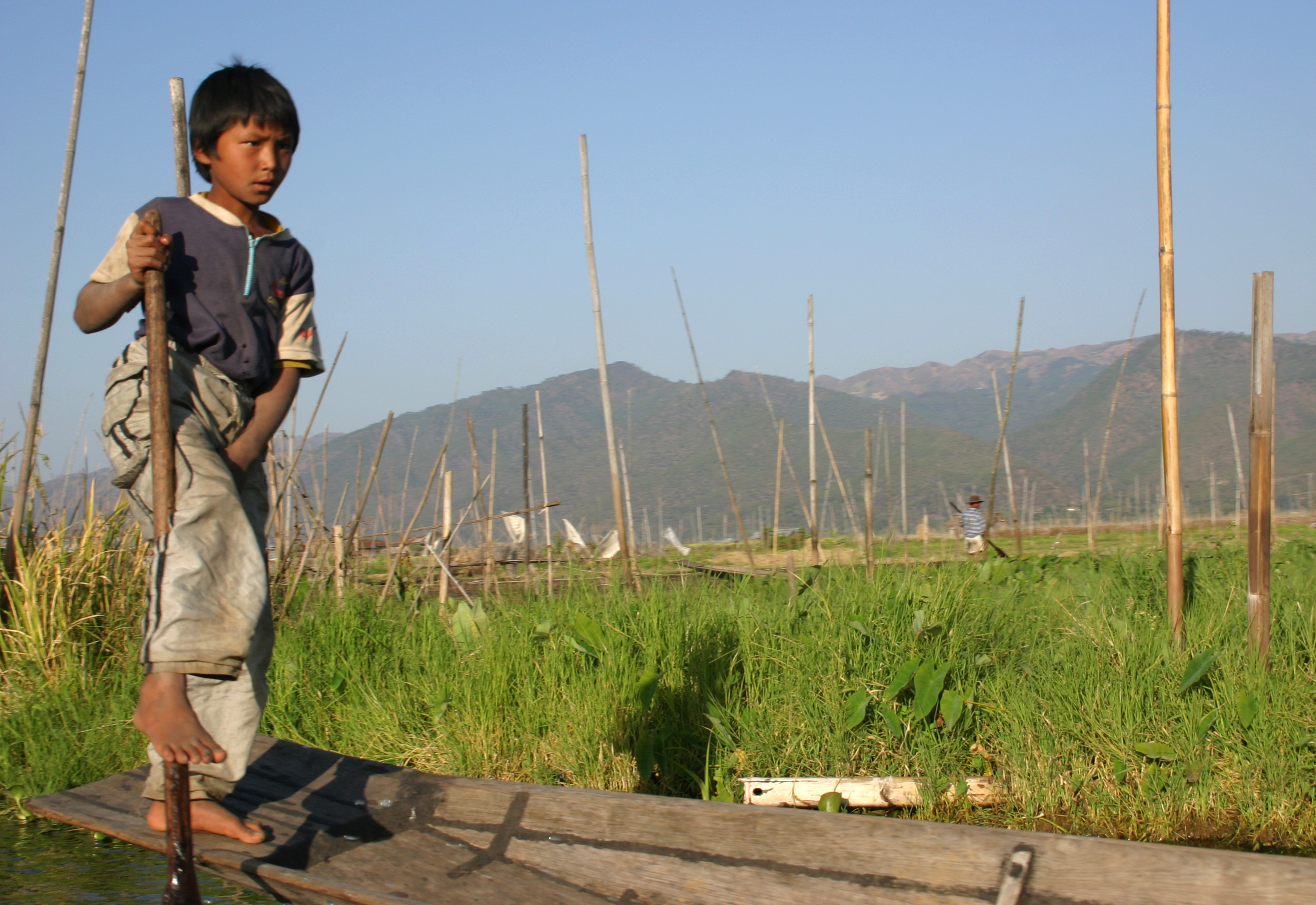
Nachwuchs
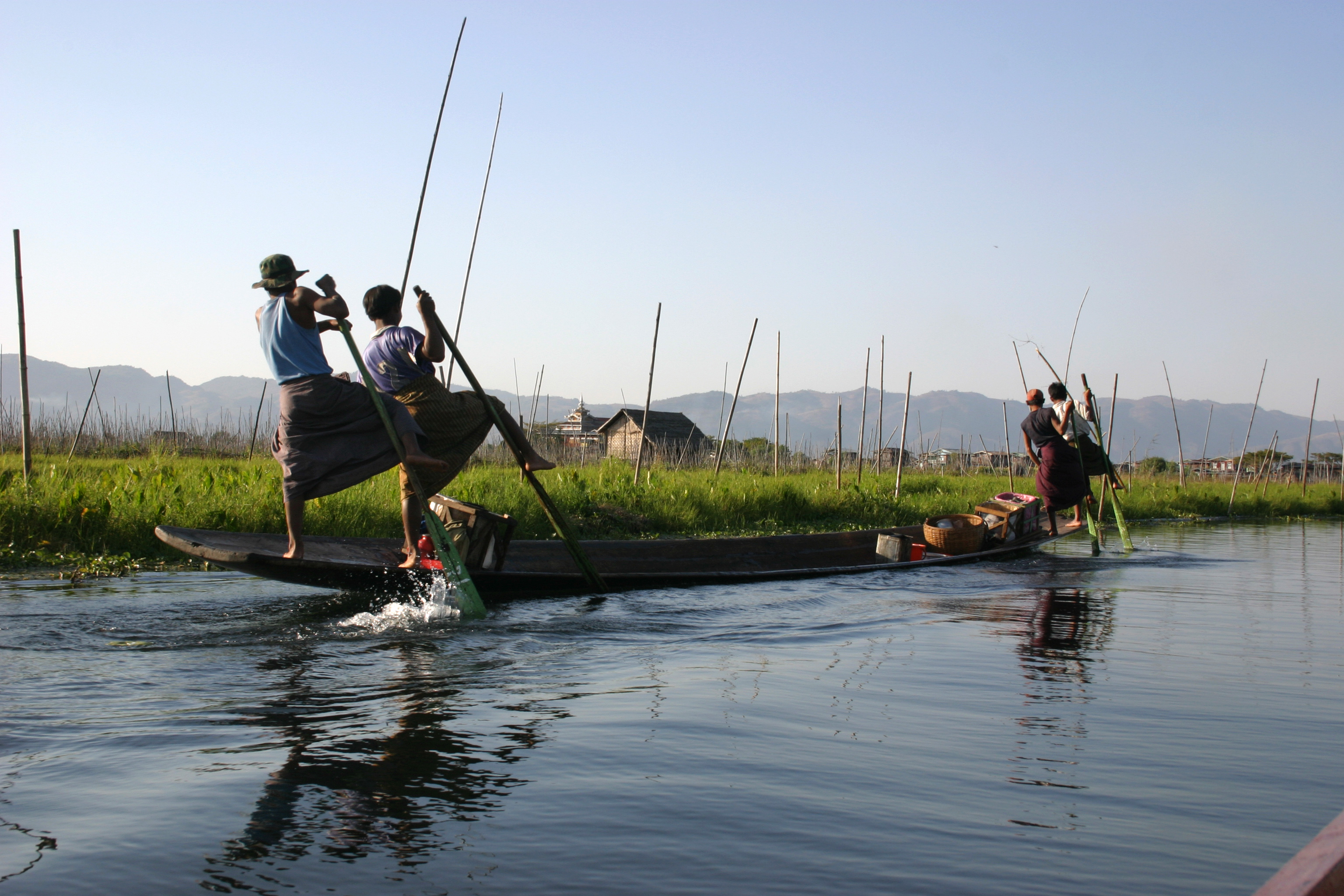
Vierer
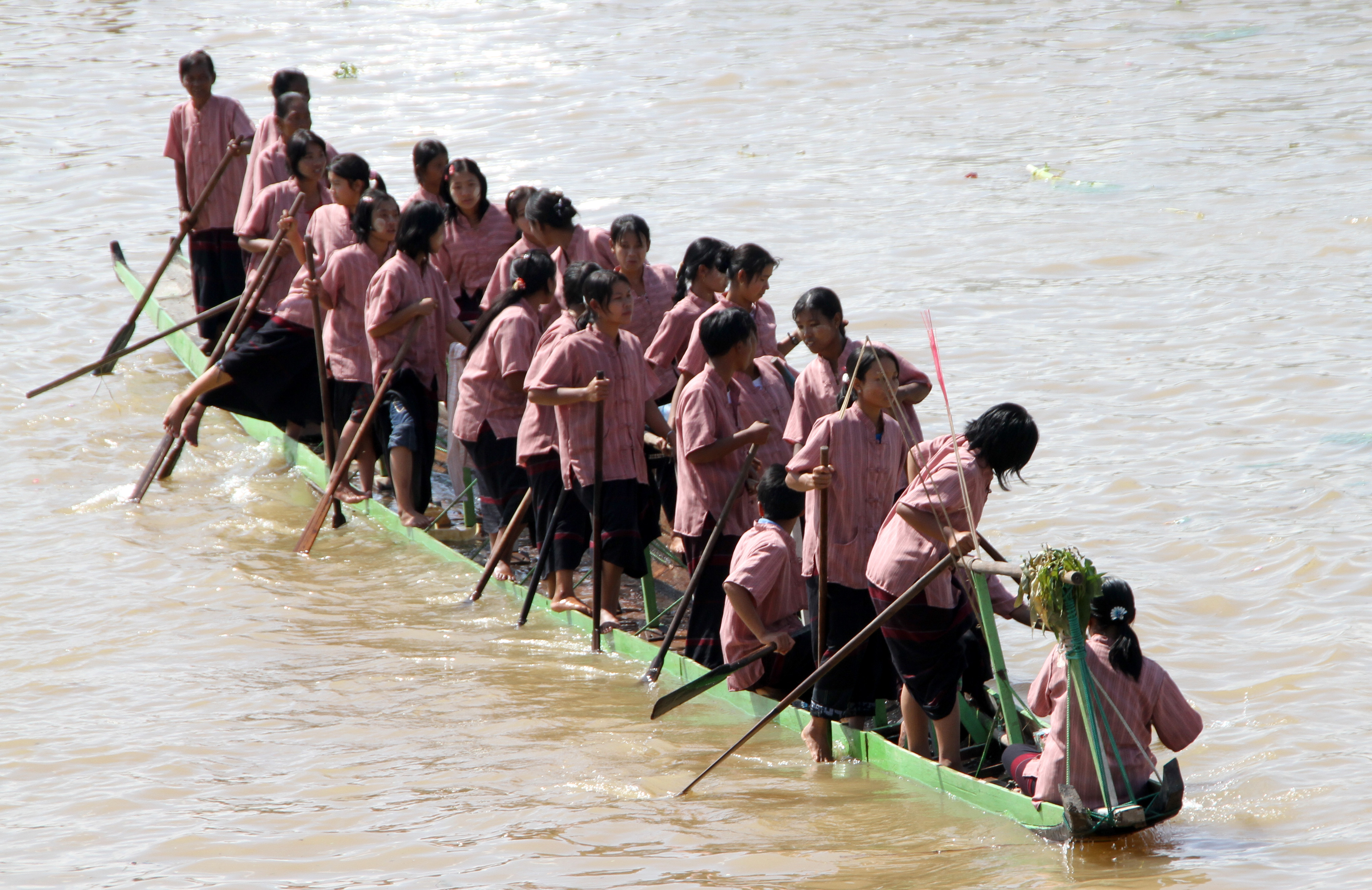
Frauen-Festboot
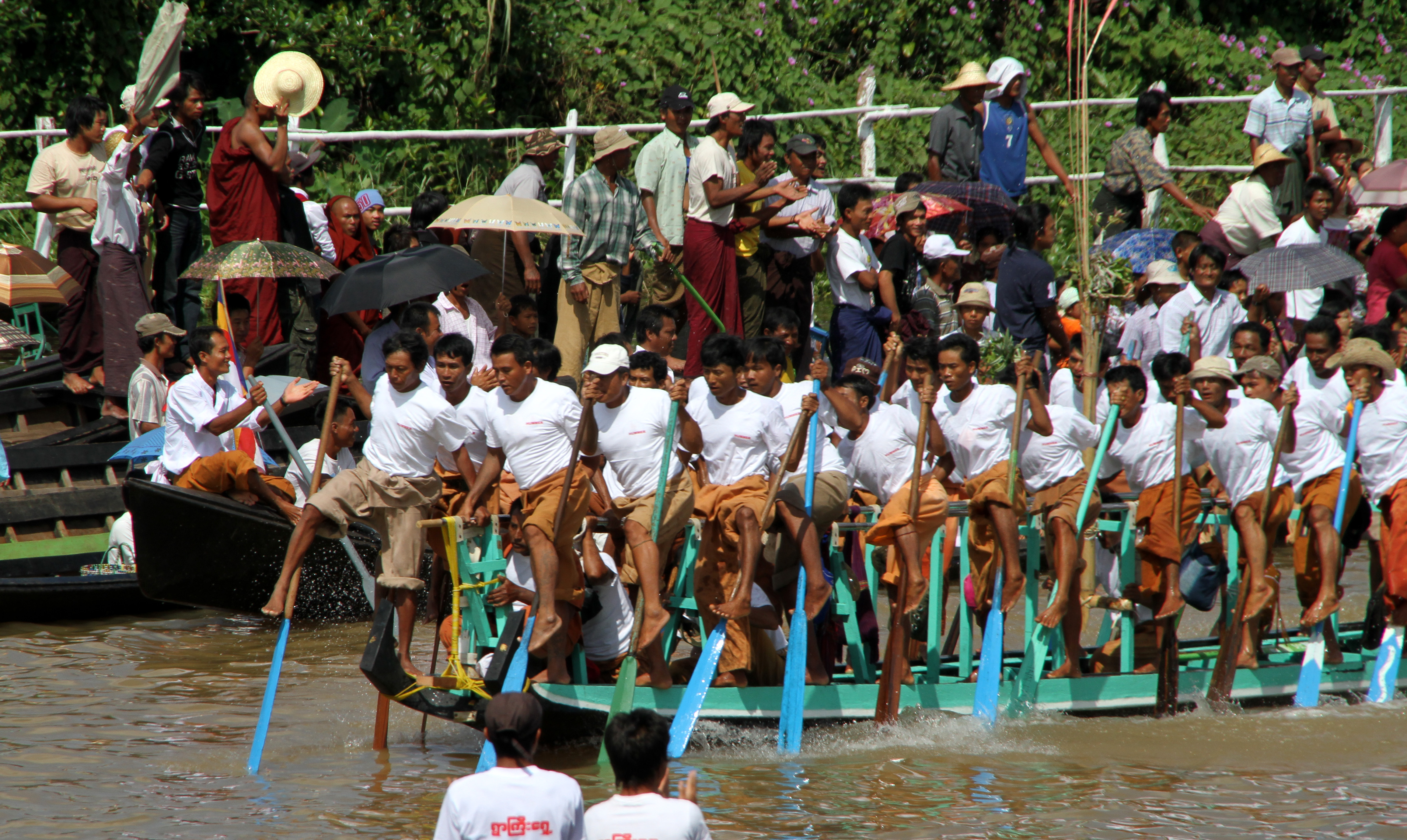
Bootsrennen
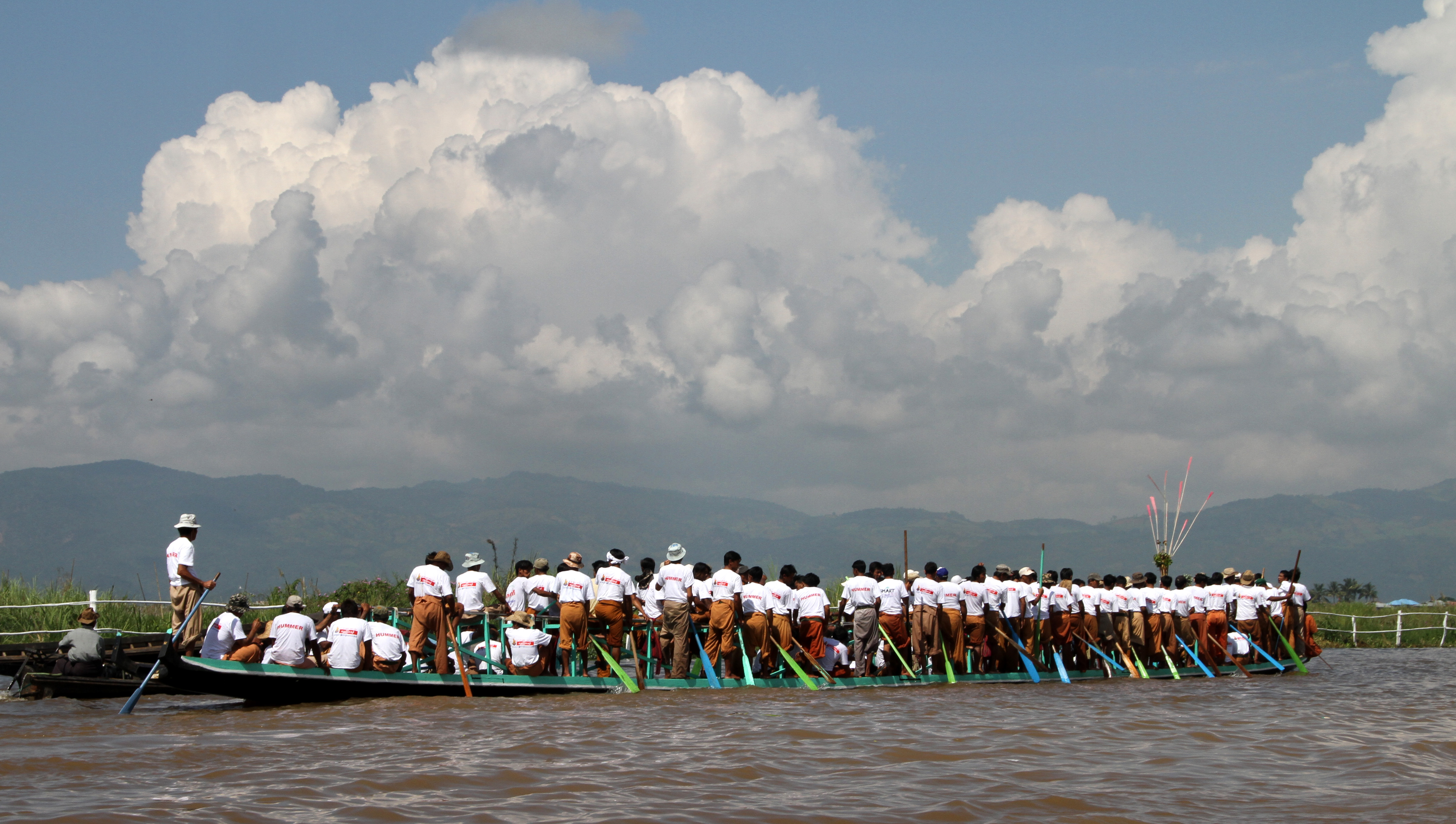
Hundertschaft
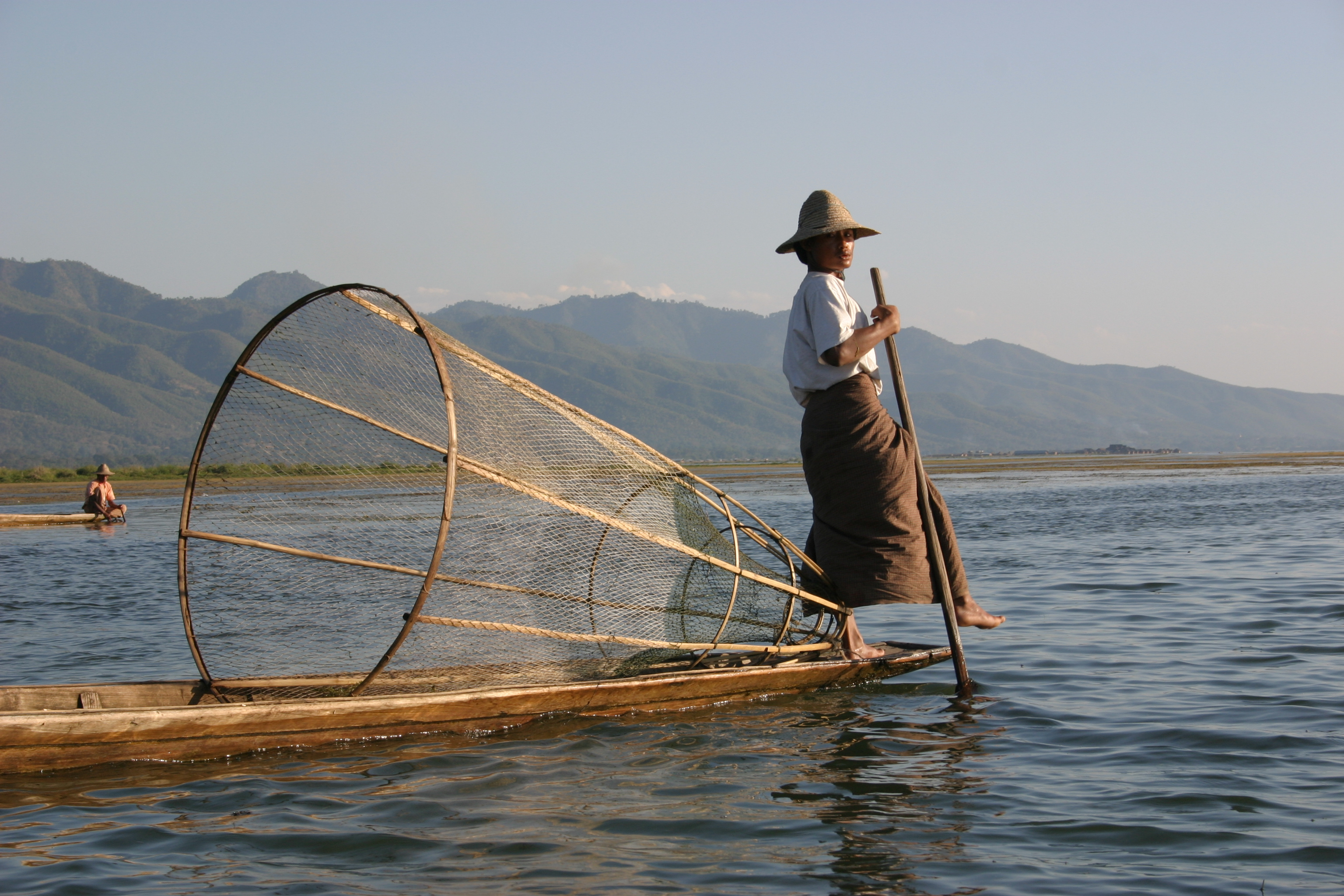
Fischer mit Reuse
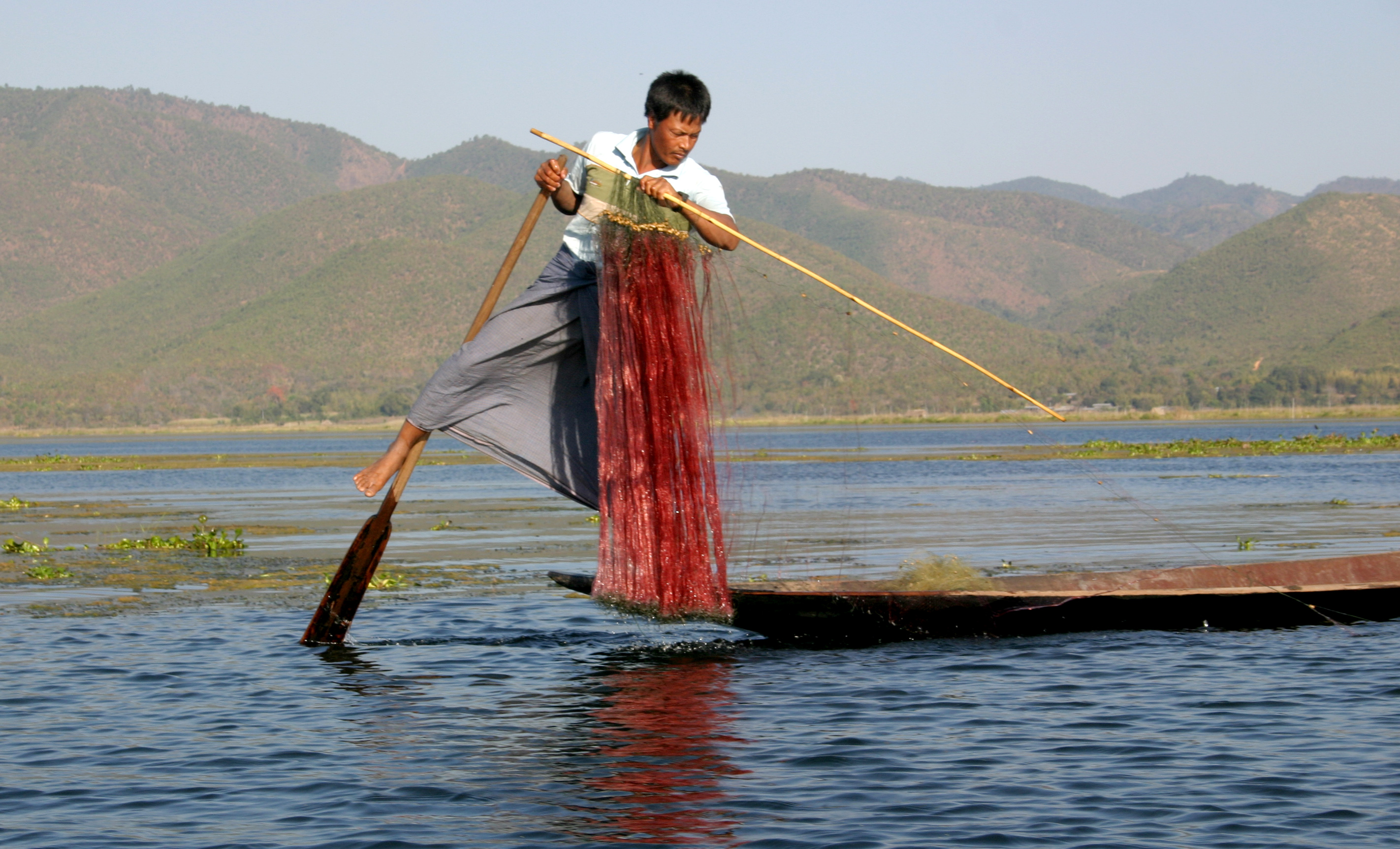
Fischer mit Netz